# Dolina Środkowego Wieprza
Dolina Środkowego Wieprza este o arie protejată (sit de importanță comunitară — SCI) din Polonia întinsă pe o suprafață de 1.523,34 ha, integral pe uscat.

## Localizare
Centrul sitului Dolina Środkowego Wieprza este situat la coordonatele 51°15′26″N 22°56′06″E / 51.2571°N 22.9351°E.

## Înființare
Situl Dolina Środkowego Wieprza a fost declarat sit de importanță comunitară în aprilie 2004 pentru a proteja 11 specii de animale.

## Biodiversitate
Situată în ecoregiunea continentală, aria protejată conține 5 habitate naturale: Lacuri eutrofice naturale cu vegetație de tip Magnopotamion sau Hydrocharition, Pajiști uscate seminaturale și facies de acoperire cu tufișuri pe substraturi calcaroase (Festuco-Brometalia) (* situri importante pentru orhidee), Pajiști cu Molinia pe soluri calcaroase, turboase sau argilos-nămoloase (Molinion caeruleae), Fânețe de joasă altitudine (Alopecurus pratensis, Sanguisorba officinalis), Păduri aluvionare cu Alnus glutinosa și Fraxinus excelsior (Alno-Padion, Alnion incanae, Salicion albae).
La baza desemnării sitului se află mai multe specii protejate:
- amfibieni (1): buhai de baltă cu burta roșie (Bombina bombina)
- mamifere (2): castor (Castor fiber), vidră de râu (Lutra lutra)
- nevertebrate (7): albilița portocalie (Colias myrmidone), libelule (Leucorrhinia pectoralis), fluturele purpuriu (Lycaena dispar), Lycaena helle, Ophiogomphus cecilia, Phengaris nausithous, Phengaris teleius
- pești (1): țipar (Misgurnus fossilis)